# 膜萼苹婆
膜萼苹婆（学名：Sterculia hymenocalyx）为梧桐科苹婆属的植物。分布于越南以及中国大陆的云南等地，生长于海拔180米至270米的地区，见于山腰上，目前尚未由人工引种栽培。